# ポプラ賞
ポプラ賞（ポプラしょう）は、帯広市が帯広競馬場で開催するばんえい競馬の重賞競走である。
2011年よりとかちマッシュ（鎌田醤油の関連会社「鎌田商事」によるキノコのブランド）の名称を冠した「とかちマッシュ杯 ポプラ賞」と称している。

## 概要
4・5歳（現3・4歳）馬による競走として1979年に創設。年明けの施行の場合は明け4・5歳馬による競走となる。ばんえい競馬において初めて、出走馬の決定にファン投票を導入した競走である。
1996年度ならびに1998年度以降は年明けに施行されている。またこのため、1997年は2回施行され、1996年と1998年は施行されなかった。
2008年から2010年は特別競走に格下げして施行された（2011年に重賞競走に再度格上げ）。うち2009年から2010年は北海道放送（HBC）の名称を冠した「HBC杯 ポプラ賞」と称された。
2012年までは、4・5歳馬のそれぞれでトライアル競走を実施し出走馬を選抜する方式が導入されていた。2013年より、当該年度の4歳・5歳（年明け前は3歳・4歳）の馬齢限定重賞を勝利した馬を優先して選抜し、それ以外は通算収得賞金順に4歳・5歳馬各5頭となるように選抜するものとした。
1989年までは岩見沢競馬場で開催され、その後旭川・北見で1度ずつ開催したのち、1992年より帯広競馬場での開催に固定された。

### 競走条件
以下の内容は、2025年（2024年度）現在のもの。
- 出走資格：4・5歳オープン
- ばんえい重量：別定2-b、オープン770kg、一重量格ごとに10kg加減。オープン馬は本年度収得賞金280万円につき10kg増[2]。

### 賞金
2025年（2024年度）の賞金額は、1着180万円、2着68万4000円、3着39万6000円、4着21万6000円、5着14万4000円。

## 歴代優勝馬
馬齢表記は2000年までが旧表記、2001年以降は現表記。
出走可能な馬の馬齢は、4月から12月の施行の場合は4歳・5歳（旧表記）、1月から3月の施行の場合は5歳・6歳（旧表記）／4歳・5歳（新表記）。
回次は特別競走としての施行時（第29回から第31回）も通算している。
| 回数   | 施行日         | 開催地 | 天候 | 馬場 水分 | 優勝馬             | 性齢 | ばんえい 重量 | タイム | 優勝騎手   | 管理調教師 |
| ------ | -------------- | ------ | ---- | --------- | ------------------ | ---- | ------------- | ------ | ---------- | ---------- |
| 第1回  | 1979年8月5日   | 岩見沢 | 晴   | 0.0       | リユウタカラ       | 牡4  | 750           | 2:17.7 | 木村卓司   | 木村卓司   |
| 第2回  | 1980年11月2日  | 岩見沢 | 晴   | 2.0%      | マルトダンサー     | 牡4  | 780           | 1:52.6 | 水上勲     | 光富駿一   |
| 第3回  | 1981年8月16日  | 岩見沢 | 晴   | 1.3%      | ハイスピード       | 牡4  | 760           | 2:10.6 | 久田守     | 大野       |
| 第4回  | 1982年7月25日  | 岩見沢 | 晴   | 1.6%      | リユウハヤテ       | 牡5  | 740           | 2:17.0 | 岩本利春   | 中西       |
| 第5回  | 1983年8月14日  | 岩見沢 | 晴   | 0.3%      | パワスキー         | 牡5  | 720           | 2:06.0 | 久田守     | 鵜沼武     |
| 第6回  | 1984年10月10日 | 岩見沢 | 晴   | 1.3%      | クロタカ           | 牡5  | 770           | 2:23.4 | 久田守     | 林正男     |
| 第7回  | 1985年8月11日  | 岩見沢 | 晴   | 0.3%      | タニノヒメリユー   | 牝5  | 720           | 2:34.7 | 千葉均     | 坂本東一   |
| 第8回  | 1986年8月10日  | 岩見沢 | 晴   | 0.8%      | ナイスヒメ         | 牝5  | 730           | 2:48.5 | 宮崎正徳   | 中坪       |
| 第9回  | 1987年7月5日   | 岩見沢 | 晴   | 0.6%      | ホマレカツプ       | 牡5  | 760           | 2:30.1 | 木村卓司   | 大野       |
| 第10回 | 1988年7月3日   | 岩見沢 | 晴   | 0.4%      | チカラトウシヨウ   | 牡5  | 760           | 2:32.0 | 久田守     | 前原芳郎   |
| 第11回 | 1989年10月1日  | 岩見沢 | 晴   | 2.3%      | キタノハヤブサ     | 牡5  | 730           | 2:10.4 | 金山明彦   | 鈴木邦哉   |
| 第12回 | 1990年10月7日  | 旭川   | 晴   | 0.4%      | イシノクイン       | 牝5  | 690           | 2:58.8 | 木村卓司   | 長部幸光   |
| 第13回 | 1991年11月23日 | 北見   | 曇   | 1.7%      | ダイヤテンリユウ   | 牡5  | 780           | 2:35.7 | 久田守     | 松井浩     |
| 第14回 | 1992年12月6日  | 帯広   | 曇   | 2.3%      | キクコトブキ       | 牝5  | 720           | 2:45.5 | 岩本利春   | 服部義幸   |
| 第15回 | 1993年12月19日 | 帯広   | 晴   | 2.9%      | ダイヤマックイーン | 牝5  | 750           | 1:36.2 | 松井浩文   | 松井浩     |
| 第16回 | 1994年12月23日 | 帯広   | 曇   | 2.7%      | コーネルトップ     | 牡5  | 790           | 2:18.1 | 岩本利春   | 三浦孝幸   |
| 第17回 | 1995年12月23日 | 帯広   | 晴   | 5.4%      | リキミドリ         | 牡5  | 790           | 2:00.5 | 大河原和雄 | 服部義幸   |
| 第18回 | 1997年1月3日   | 帯広   | 晴   | 5.8%      | グレイトジャイナー | 牡6  | 780           | 1:53.0 | 坂本東一   | 梨本照夫   |
| 第19回 | 1997年12月28日 | 帯広   | 晴   | 2.7%      | シマヅショウリキ   | 牡5  | 790           | 2:12.4 | 藤野俊一   | 水上勲     |
| 第20回 | 1999年1月4日   | 帯広   | 晴   | 2.3%      | サカノタイソン     | 牡6  | 780           | 1:55.0 | 藤本匠     | 西邑春夫   |
| 第21回 | 2000年1月4日   | 帯広   | 晴   | 2.8%      | キタノキング       | 牡6  | 780           | 1:49.2 | 松田道明   | 前原和信   |
| 第22回 | 2001年1月3日   | 帯広   | 晴   | 1.4%      | キタノアグリ       | 牝5  | 770           | 2:10.4 | 坂本東一   | 鵜沼武     |
| 第23回 | 2002年1月2日   | 帯広   | 晴   | 3.0%      | スミヨシセンショー | 牡5  | 810           | 2:02.6 | 藤野俊一   | 今井茂雅   |
| 第24回 | 2003年1月1日   | 帯広   | 晴   | 3.3%      | ミドリショウリ     | 牡5  | 790           | 2:15.7 | 松井浩文   | 古田覺造   |
| 第25回 | 2004年1月3日   | 帯広   | 曇   | 3.0%      | キングシャープ     | 牡5  | 810           | 2:08.5 | 尾ヶ瀬馨   | 尾ケ瀬富雄 |
| 第26回 | 2005年1月3日   | 帯広   | 曇   | 3.3%      | スターエンジェル   | 牝5  | 750           | 2:39.6 | 藤野俊一   | 大友栄人   |
| 第27回 | 2006年2月12日  | 帯広   | 雪   | 3.2%      | ニシキダイジン     | 牡5  | 780           | 2:29.6 | 鈴木恵介   | 小林勝二   |
| 第28回 | 2007年2月11日  | 帯広   | 曇   | 5.5%      | スーパーロイヤル   | 牡5  | 790           | 2:16.6 | 藤本匠     | 皆川公二   |
| 第29回 | 2008年1月13日  | 帯広   | 晴   | 4.2%      | ツジノコウフク     | 牡5  | 715           | 2:07.0 | 尾ヶ瀬馨   | 岡田定一   |
| 第30回 | 2009年2月15日  | 帯広   | 曇   | 4.9%      | コーネルフジ       | 牡5  | 735           | 1:41.3 | 松田道明   | 松井浩文   |
| 第31回 | 2010年2月15日  | 帯広   | 晴   | 2.4%      | キンセイモン       | 牡5  | 735           | 1:57.2 | 尾ヶ瀬馨   | 尾ケ瀬富雄 |
| 第32回 | 2011年3月20日  | 帯広   | 曇   | 0.5%      | トレジャーハンター | 牡4  | 740           | 2:14.6 | 鈴木恵介   | 金田勇     |
| 第33回 | 2012年3月18日  | 帯広   | 曇   | 1.3%      | タケノビジン       | 牝5  | 720           | 2:00.6 | 安部憲二   | 今井茂雅   |
| 第34回 | 2013年3月17日  | 帯広   | 晴   | 2.1%      | ニュータカラコマ   | 牡5  | 770           | 1:50.6 | 藤野俊一   | 松井浩文   |
| 第35回 | 2014年3月16日  | 帯広   | 晴   | 2.1%      | オレノココロ       | 牡4  | 750           | 2:01.1 | 鈴木恵介   | 槻舘重人   |
| 第36回 | 2015年3月15日  | 帯広   | 晴   | 2.7%      | ナナノチカラ       | 牝5  | 750           | 2:14.0 | 工藤篤     | 小北栄一   |
| 第37回 | 2016年3月13日  | 帯広   | 晴   | 1.6%      | センゴクエース     | 牡4  | 790           | 1:50.8 | 鈴木恵介   | 槻舘重人   |
| 第38回 | 2017年3月12日  | 帯広   | 晴   | 1.3%      | センゴクエース     | 牡5  | 800           | 1:53.4 | 鈴木恵介   | 槻舘重人   |
| 第39回 | 2018年3月11日  | 帯広   | 曇   | 1.8%      | マルミゴウカイ     | 牡5  | 800           | 2:08.9 | 藤本匠     | 槻舘重人   |
| 第40回 | 2019年3月10日  | 帯広   | 晴   | 0.5%      | メジロゴーリキ     | 牡5  | 790           | 2:09.6 | 西謙一     | 松井浩文   |
| 第41回 | 2020年3月15日  | 帯広   | 晴   | 1.7%      | アオノブラック     | 牡4  | 780           | 2:01.4 | 西謙一     | 金田勇     |
| 第42回 | 2021年3月13日  | 帯広   | 曇   | 1.2%      | アオノブラック     | 牡5  | 820           | 2:03.4 | 藤野俊一   | 金田勇     |
| 第43回 | 2022年3月13日  | 帯広   | 晴   | 2.4%      | オーシャンウイナー | 牡4  | 790           | 1:58.7 | 菊池一樹   | 中島敏博   |
| 第43回 | 2023年3月12日  | 帯広   | 曇   | 2.3%      | ヘッチャラ         | 牡4  | 790           | 1:43.1 | 島津新     | 鈴木邦哉   |
| 第44回 | 2024年3月10日  | 帯広   | 晴   | 1.8%      | クリスタルコルド   | 牡5  | 780           | 1:55.4 | 西謙一     | 西弘美     |
| 第45回 | 2025年3月2日   | 帯広   | 晴   | 1.2%      | マルホンリョウユウ | 牡5  | 780           | 2:05.1 | 鈴木恵介   | 金田勇     |